# Radio Plus Szczecin
Radio Plus Szczecin – katolicka, regionalna rozgłośnia należąca do sieci Plus. Nadaje na terenie województwa zachodniopomorskiego głównie Szczecina przez całą dobę. W latach 2005–2010 stanowiła część sieci diecezjalnych rozgłośni VOX FM (Grupa Radiowa TIME). 6 września 2010 roku dołączyła do sieci Plus.

## Programy lokalne
- W rytmie wydarzeń-Magazyn reporterów Radia Plus Szczecin
- Z widokiem na Szczecin
- W naszym kościele
- Kulturalna karuzela

## Programy ogólnopolskie
- Nocne Światła – cykl rozmów na różne tematy dotyczące kościoła, historii, psychologii i oświaty-Paweł Krzemiński
- Kościół, Wydarzenia, Komentarze-Program poświęcony ważnym wydarzeniom w Kościele Katolickim w Polsce i na świecie oraz komentujący z udziałem osób świeckich i duchownych aktualne sprawy społeczne i polityczne-Weronika Kostrzewa
- Sedno sprawy – cykl rozmów z politykami i nie tylko-Jacek Prusinowski
- Ósma godzina czytań – rozważania i komentarze do niedzielnych czytań-Artur Moczarski
- Sedno sprawy PLUS – program o tematyce społeczno-politycznej-Jacek Prusinowski
- Ludzkim głosem – rozmowy z udziałem słuchaczy na tematy społeczne i teologiczne-Patrycja Michońska i ks.Zbigniew Kapłański
- Aleja Gwiazd-Mariusz Syta
- Kto Rano Wstaje – Poranne pasmo Radia Plus-Kasia Kozimor i Tomek Waloszczyk
- Przeboje z nutą nostalgii/Prywatka z Radiem Plus – Jan Pasterski, Agnieszka Morawska, Tomasz Bednarek, Marek Sierocki
- Muzyczny Alfabet Sierockiego
- Przebojowa Poczta Marka Sierockiego
- Wieki wieków – Artur Moczarski
- Środek tygodnia – program społeczno-polityczny omawiający z zaproszonymi gośćmi i ekspertów tłumaczący aktualne wydarzenia w Polsce- Kamila Baranowska
- Człowiek z bliska-Małgorzata Świtała

Można odbierać radio na częstotliwości UKF i w internecie oraz na urządzeniach mobilnych.
Archiwa programów ogólnopolskich można odsłuchać i pobrać w formie podcastów ze strony internetowej Radia Plus.